# MaNGOS
MaNGOS (Massive Network Game Object Server) — бесплатный проект, распространяемый по лицензии GPL. Целью проекта является создание альтернативного программного обеспечения для работы сервера для популярной игры World of Warcraft от Blizzard Entertainment. Проект MaNGOS существует только в образовательных целях, и ни в коем случае не направлен на извлечение прибыли. Исходный код проекта написан на C и C++, он является свободным, то есть можно его изменять, вводить свои поправки и улучшения, перекомпилировать по своему усмотрению. MaNGOS реализован под операционные системы Linux, Mac OS, Solaris, Microsoft Windows и FreeBSD. Поддерживаются СУБД MySQL и PostgreSQL.
Из-за естественного состояния в реализации поддержки очередных обновлений World of Warcraft, MaNGOS всегда будет находиться в стадии beta-версии. Так как использование MaNGOS в коммерческих целях или для организации public-серверов (доступных для игры и регистрации из Internet) является незаконным во многих странах, MaNGOS team отказывает в поддержке таким серверам и связанным с ними людям вне зависимости от местоположения таких серверов. В том числе, отказывается в доступе к web-ресурсам поддерживаемым MaNGOS team и ряду web-ресурсов где члены MaNGOS team принимают участие. MaNGOS может использоваться только в локальных (городская сеть, региональная сеть в масштабах провайдера Интернет) серверах.
Сам по себе проект вполне легален, с точки зрения европейского и российского законодательства и не содержит данных, нарушающих права создателей World of Warcraft. Существуют отдельные проекты по наполнению базы данных проекта и написанию скриптов для уникального поведения отдельных неуправляемых игроком персонажей. Вышеупомянутые независимые проекты находятся в более сложном положении с точки зрения соблюдения закона, так как пытаются наполнить мир в соответствии с игровым миром оригинального World of Warcraft.
В серверах, построенных на основе MaNGOS до сих пор имеются программные ошибки, недочеты. В основном, это выражается в прохождении игровых заданий, а также в поведении неуправляемых игроком персонажей. В серверах используются база данных, в которой находится игровой мир World of Warcraft — такие базы на сленге называются заселением. Основным источником ошибок являются именно эти базы. Постоянно ведутся работы по улучшению этих баз.
На данный момент существует несколько команд, которые создают эти базы: UDB, YTDB. Есть и другие проекты баз. Базы различаются наполненностью, завершенностью, наличием ошибок, и степенью следования при населении мира исходному канону мира World of Warcraft.
Известна только одна команда делающая скриптовую часть: ScriptDev2

## Даты выхода версий
- Версия 0.0.1 — Endeavour (13 сентября, 2005)
- Версия 0.0.2 — Library (31 октября, 2005)
- Версия 0.0.3 — Mango Carpet (Внутренний релиз)
- Версия 0.1 — Lightbringer (4 декабря, 2005)
- Версия 0.5 — Stable Master (20 сентября, 2006)
- Версия 0.6 — Black Dragonflight (29 января, 2007)

релиз для версии клиента 1.12.1, разработка для этой версии клиента продолжается в репозитории MaNGOSZero
- Версия 0.7 — Eye of the Storm (24 апреля, 2007)
- Версия 0.8 — Innkeeper (17 октября, 2007)
- Версия 0.9 — Flight Master (18 декабря, 2007)
- Версия 0.10 — (17 апреля, 2008)
- Версия 0.11 — (22 июля, 2008)
- Версия 0.12 — (22 декабря, 2008).

релиз для версии клиента 2.4.3, разработка (перенос исправлений и новой функциональности из master-ветки) для этой версии клиента продолжается в репозитории MaNGOSOne
- Версия 0.13 — (10 июня, 2009).
- Версия 0.14 — (6 октября, 2009).
- Версия 0.15 — (10 января, 2010).
- Версия 0.16 — (2 июля, 2010).
- Версия 0.17 — (17 ноября, 2012).

### master-версия
Разработка для версии клиента 3.3.5a продолжается в master-ветке проекта.

## Скриптовый движок
MaNGOS реализует скриптовый движок, позволяющий создавать автономные модули-«скрипты», отвечающие, например, за искусственный интеллект монстров, сценарий битвы на определённом поле боя и др. Для этого во время инициализации сервера загружается динамическая библиотека, содержащая скомпилированные «скрипты». Это позволяет произвольно изменять многие аспекты игрового мира (например, поведение монстров) без перекомпиляции основного ядра MaNGOS.

### ScriptDev2
Одним из наиболее популярных проектов по созданию скриптов для MaNGOS является ScriptDev2. ScriptDev2 поддерживает последнюю версию MaNGOS и поставляет множество различных скриптов, реализующих работу как отдельных игровых предметов, так и целых рейдовых подземелий.

## Ответвления проекта и расколы
Из-за несогласия с кардинальным изменением в методологии разработки в команде разработчиков произошёл раскол и большая часть старого ядра членов команды продолжает разработку MaNGOS в проекте C(ontinued)-MaNGOS с официальным форумом на cmangos.net, меньшая часть сохранила контроль над старым репозиторием MaNGOS и форумом getmangos.eu.
В связи с лёгкостью и привлекательностью создания собственного «форка» проекта, на GitHub ответвлений проекта находится около тысячи. Обычно разработчики таких форков добавляют мелкие исправления в работу разных систем сервера, но бывают и форки с колоссальными изменениями, которые потом вносятся в основной репозиторий.

### TrinityCore
Одним из самых больших и наиболее активно развивающихся форков проекта MaNGOS до сих пор является TrinityCore. Некоторых сторонних разработчиков, не входящих в список разработчиков MaNGOS, не удовлетворила их политика разработки: предлагаемые сообществом патчи часто не рассматривались для добавления в основной репозиторий долгое время, что зачастую препятствовало разработке. Они объединили MaNGOS и ScriptDev2, получившийся продукт назвали TrinityCore, и в довесок создали проект Trinity Database, предоставляющий базу данных для TrinityCore.